# Michael Goolaerts
Michael Goolaerts (* 24. Juli 1994 in Lier; † 8. April 2018 in Lille) war ein belgischer Radrennfahrer.

## Sportliche Laufbahn
2009 wurde Michael Goolaerts Zweiter bei einem Testzeitfahren in Borlo, im Jahr darauf gewann er ein solches Rennen. 2012 wurde er zweifacher belgischer Junioren-Meister auf der Bahn, im Teamsprint sowie in der Mannschaftsverfolgung.
Ab August 2013 fuhr Goolaerts als Stagiaire für das Team Verandas Willems, wo er bis Ende 2014 blieb. Ab August 2016 war er ebenfalls Stagiaire bei Lotto Soudal. Er gewann eine Etappe der Tour du Loir-et-Cher und wurde belgischer Meister im Mannschaftszeitfahren. Beim Nationale Sluitingsprijs belegte er Platz neun. Zur Saison 2017 ging er zu Verandas Willems zurück.
Im Frühjahr 2018 wurde Goolaerts Neunter bei Dwars door West-Vlaanderen und bei Kuurne–Brüssel–Kuurne sowie Drei Tage von De Panne belegte er jeweils den 20. Rang.

## Herzinfarkt und Tod
Am 8. April 2018 startete Michael Goolaerts – zur Unterstützung seines Kapitäns Wout van Aert – beim Eintagesrennen Paris–Roubaix. Nach rund 100 Kilometern stürzte er auf dem in Fahrtabfolge zweiten Pavé-Abschnitt dieses Rennens Nr. 28 von Viesly nach Briastre mit leichtem Gefälle und blieb mehrere Minuten nach einem Herzstillstand bewusstlos liegen, während das Rennen weiterlief.
Nach einer Wiederbelebung durch Sanitäter wurde er in lebensbedrohlichem Zustand mit einem Hubschrauber in das Universitätskrankenhaus (CHU) in Lille geflogen.
Dort starb der 23-Jährige um 22:40 Uhr. Es war zunächst unklar, ob der Herzstillstand den Sturz ausgelöst hatte oder umgekehrt. Die Staatsanwaltschaft von Cambrai ordnete eine Autopsie an, um die genaue Todesursache festzustellen. Diese ergab, dass Goolaerts einen Herzinfarkt erlitten hatte, bevor er gestürzt war. Weitere Untersuchungen sollten klären, warum es zu dem Infarkt kam. Im Juli 2018 gab der Staatsanwalt von Cambrai bekannt, dass nach weiteren Untersuchungen keine „verbotenen Mittel“ (Alkohol, Drogen oder andere Medikamente) im Körper von Goolaerts gefunden wurden.

## Gedenken

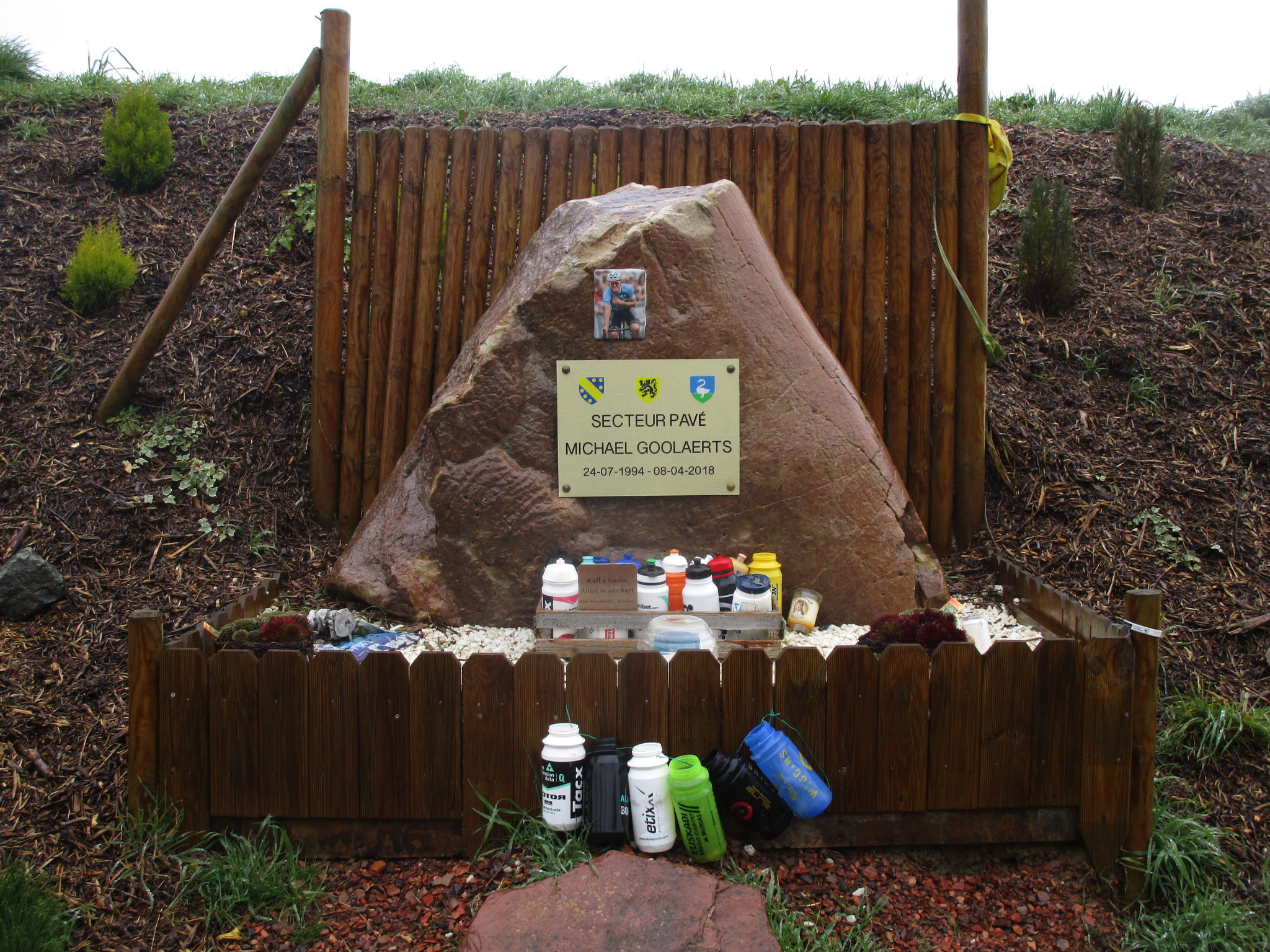
Gedenkstein für Michael Goolaerts am Ort seines Sturzes

Am Sonntag, 10. Juni 2018, wurde der drei Kilometer lange Pavé-Sektor Chemin de Saint-Quentin zwischen Viesly und Briastre im Rahmen einer Gedenkfeier nach Goolaerts benannt und ein Gedenkstein errichtet.

## Erfolge

### Straße
2016
- eine Etappe Tour du Loir-et-Cher
- Belgischer Meister – Mannschaftszeitfahren (mit Stan Dewulf, Senne Leysen, James Shaw, Mathias Van Gompel und Joachim Vanreyten)

### Bahn
2012
- Belgischer Junioren-Meister – Teamsprint (mit Laurent Wernimont und Jonas Rickaert), Mannschaftsverfolgung (mit Laurent Wernimont, Jonas Rickaert und Aimé De Gendt)